# 파브리스 디브르
파브리스 디브르(프랑스어: Fabrice Divert, 1967년 2월 9일, 노르망디 지방 캉 ~)는 프랑스의 전직 축구 선수로, 현역 시절 스트라이커로 활약했다.

## 축구 경력
디브르는 칼바도스의 캉 출신으로, 현역 시절에 주로 캉과 몽펠리에에서 활약했고, 두 소속 구단에서 많은 골을 넣었다. 1989년 5월 20일, 리그 최종전으로 안방 경기를 치르는 보르도가 2-0으로 전반을 종료한 가운데, 디브르는 해트트릭을 완성하여 칸을 강등권에서 구해냈다. 16세의 나이로 프로 신고식을 치른 그는 칸에서 활약하는 말엽에 헝가리와의 1990년 3월 28일 친선경기를 앞두고 프랑스 국가대표팀에 차출되었고, 유로 1992 본선 명단에 이름을 올렸지만, 출전하지 못했다.
1994-95 시즌, 그는 몽펠리에 시절에 발 중상을 당해 이후로 완전히 회복하지 못했다. 이듬해 갱강으로 임대된 그는 리그 개막골을 기록했지만, 4경기 더 출전하는데 그쳤다. 그는 불과 29세의 나이로 축구화를 벗었다.
2005년을 기점으로 디브르는 아마추어 구단 베르송의 선수 겸 회장을 맡았다.

## 수상

### 선수
몽펠리에
- 쿠프 드 라 리그: 1991–92[3]